# Кер-де-Косс
Кер-де-Косс (фр. Cœur de Causse) — муніципалітет у Франції, у регіоні Окситанія, департамент Лот. Кер-де-Косс утворено 1 січня 2016 року шляхом злиття муніципалітетів Бомат, Фонтан-дю-Косс, Лабастід-Мюрат, Сен-Совер-ла-Валле i Ваяк. Адміністративним центром муніципалітету є Лабастід-Мюрат. Населення — 895 осіб (01.01.2021).